# 仓山镇 (福州市)
仓山镇是中国福建省福州市仓山区下辖的一个镇，是城乡结合部乡镇。

## 行政区划
仓山镇共辖3个社区及10个行政村：
三高社区、联建社区、双湖社区、万里村、郑安村、下湖村、先农村、湖边村、联建村、东升村、金星村、仓山村和先锋村。